# Brunswick Records
Brunswick Records es un sello discográfico estadounidense. Actualmente el sello es distribuido por Koch Entertainment.

## Historia
En la primavera de 1956, Nat Tarnopol dejó su trabajo en la Unión de neumáticos en Detroit a la edad de 25, para probar suerte en el negocio de la música. Decidido a gestionar y publicar sólo música de R&B, Tarnopol comenzó a trabajar con un gestor de música más viejo y se estableció por el nombre de Al Green. Green logró grabar en Atlantic a artistas como LaVern Baker y Johnny Ray. Además de ser un gerente, Green se asoció con Flame Show Bar, que fue el lugar de reunión principal para todos los artistas de R&B.
En todo este tiempo, un joven de 22 años de edad, Jackie Wilson acababa de romper su contrato con Billy Ward & The Dominos, con la esperanza de comenzar una carrera en solitario. Green y Tarnopol acordaron gestionar a Wilson y comenzaron a grabar demos de Wilson, mientras que en Detroit, con música escrita por dos compositores desconocidos con los nombres de Billy Davis y demos de Berry Gordy Jr. Wilson, estaban comprando sellos como Atlantic Records, donde Green tenía una relación vigente. A la espera de Atlantic para compensar su opinión sobre Wilson, el jefe de Decca Records A&R, Bob Theile, hizo una oferta para que Wilson firme para Decca. Por el momento los contratos estaban listos, Green había sufrido un ataque al corazón y murió, dejando todo el trabajo de la gestión para Tarnopol. Sin embargo Tarnopol no tenía educación formal, pero había crecido en las calles de Detroit, lo que le dio un profundo conocimiento de las empresas y cómo defender su tierra. Todo lo demás tuvo que ser aprendido o inventado.
El primer sencillo de Wilson fue "Reet Petite", que fue grabado en los estudio Temple, en Nueva York, entró a las listas de Billboard en noviembre de 1957. Sin embargo, en lugar de aparecer con el prestigioso sello Decca, los ejecutivos de Decca decidieron poner en libertad a Wilson, y publicar el disco bajo su sello Brunswick, menos conocido. Durante los próximos cuatro años, Tarnopol tuvo once sencillos que ingresaron al top 10 con Wilson, y había ayudado a poner la nueva marca Brunswick en el mapa como una etiqueta de registro activo y exitoso, al tiempo que Jackie Wilson, uno de los primeros artistas negros en adentrase en la música popular. Éxitos como "Lonely Teardrops", "I'll be Satisfied", "To be loved", "You Better know it", "Doggin' around" y "Night" Wilson se convirtió en una de las estrellas más grandes de su época y un habitual en American Bandstand, The Ed Sullivan Show, e incluso en Nueva Copacabana York.